# Ravne Gornje
Ravne Gornje je naselje u općini Žepče, Federacija BiH, BiH.

## Stanovništvo
Nacionalni sastav stanovništva 1991. godine, bio je sljedeći:
ukupno: 126
- Hrvati - 125
- Srbi - 1